# Ostéopathie

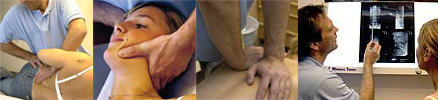
La pratique de l'ostéopathie inclut la palpation, la manipulation des os, des muscles, des articulations et des fasciae.

« Ostéopathie » redirige ici. Ne pas confondre avec Ostéologie.
Ne doit pas être confondu avec Kinésithérapie.
 (juillet 2021).
Compléments
Médecine manuelle
L'ostéopathie est une pratique de soins non conventionnelle, qui repose sur l'idée que des manipulations manuelles du système musculosquelettique et des techniques de relâchement myofascial aideraient à prévenir ou remédier les troubles fonctionnels du corps humain. Souvent confondue, à tort, avec la kinésithérapie, elle est aujourd'hui réglementée en France mais pour autant ne possède pas de reconnaissance scientifique et médicale. Elle n'est pas non plus une profession de santé, n'étant pas inscrite au code de la santé publique,. L'ostéopathie repose sur une philosophie pseudoscientifique, comporte de faibles bases théoriques et invoque des mécanismes d'action invraisemblables,.
Fondée en 1874 aux États-Unis par Andrew Taylor Still à la suite d'une révélation divine, l'ostéopathie est fondée sur des techniques manuelles visant à « la conservation ou la restauration de la mobilité physiologique des différentes structures de l'organisme ». Elle se base sur l'idée selon laquelle toute altération de la mobilité naturelle des organes les uns par rapport aux autres, apparaissant au niveau des muscles, des tendons, des viscères, du crâne ou des enveloppes (fasciae), induirait des dysfonctionnements.
L'efficacité de l'ostéopathie n'est pas démontrée scientifiquement, ayant une possibilité non garantie de résultat dans la prévention et le traitement des troubles fonctionnels uniquement. Ce qui l'amène à être qualifiée de médecine non conventionnelle. Des techniques comme l'ostéopathie viscérale ou l'ostéopathie crânienne sont identifiées comme illusoires par l'ordre des masseurs-kinésithérapeutes.

## Principes fondateurs
L’ostéopathie est organisée autour de quatre principes, qui sont sans base scientifique démontrée, :
1. Chaque structure du corps a une fonction physiologique, chaque fonction entretient une certaine structure et la structure gouverne la fonction. Par exemple, le tube digestif est considéré comme structure, la digestion comme fonction et la forme (ondulations, villosités, microvillosités, etc.) de l’intestin permet sa fonction (digestion, rôle dans l’immunité et le système hormonal…). Le squelette, en tant que charpente osseuse, et sa musculature ont une grande importance, en tant que support des autres systèmes et organes dont la mobilité naturelle est nécessaire pour un bon fonctionnement durable des systèmes nerveux, musculaire, circulatoire, respiratoire, etc.
2. Concept d’unité et d’interrelations entre les différentes parties du corps. Toutes les parties du corps sont reliées, par la vascularisation : le système nerveux, le tissu conjonctif, le système lymphatique, le système endocrinien, et plus généralement l’être humain dans sa globalité, rassemblant ses aspects physique, émotionnel, mental, intellectuel et spirituel. La conception ostéopathique du corps humain tend à considérer le corps humain dans son ensemble, selon les principes des thérapies holistiques.[pas clair]
3. Principe d’autoguérison : le corps dispose de nombreux systèmes de réparation, adaptation, défense ou compensation. Ce postulat d'Andrew Taylor Still, créateur de l’ostéopathie, est considéré comme peu scientifique par certains. L’ostéopathe ne ferait que stimuler les facultés d’autoguérison chez le patient. Les ostéopathes fondent leur réflexion sur les conditions qui ont mis ces moyens en défaut, et tentent de lever l’obstacle.
4. Le rôle de l’artère : toute structure somatique non atteinte d’une lésion organique est capable de fonctionner normalement, pour peu que sa vascularisation soit correcte et que l’alimentation ait fourni des nutriments qualitativement et quantitativement suffisants. Cette dernière notion est remplacée par certains par une notion de synergie des trois premières méthodes même si elle est bien dans la philosophie d'origine de Still.

Ces concepts sont appliqués à l’anatomie et à la physiologie humaines. « Le rôle de l’artère » est une manière nutritionnelle de voir les choses en se focalisant sur la vascularisation du corps et donc son alimentation en oxygène et nutriments. Tous les ostéopathes n’y accordent pas la même importance. Les ostéopathes dits « scientifiques » considèrent que ce rôle n’est pas suffisant pour assurer une fonction normale.
Ces principes ont peu évolué, à ce jour l'Organisation mondiale de la santé définit ces principes comme suit :
- L'être humain est une unité fonctionnelle dynamique dont l'état de santé est influencé par le corps, l'esprit et l'âme.
- Le corps possède des mécanismes d'autorégulation et s'autoguérit naturellement.
- La structure et la fonction sont interreliés à tous les niveaux du corps humain.

## Histoire

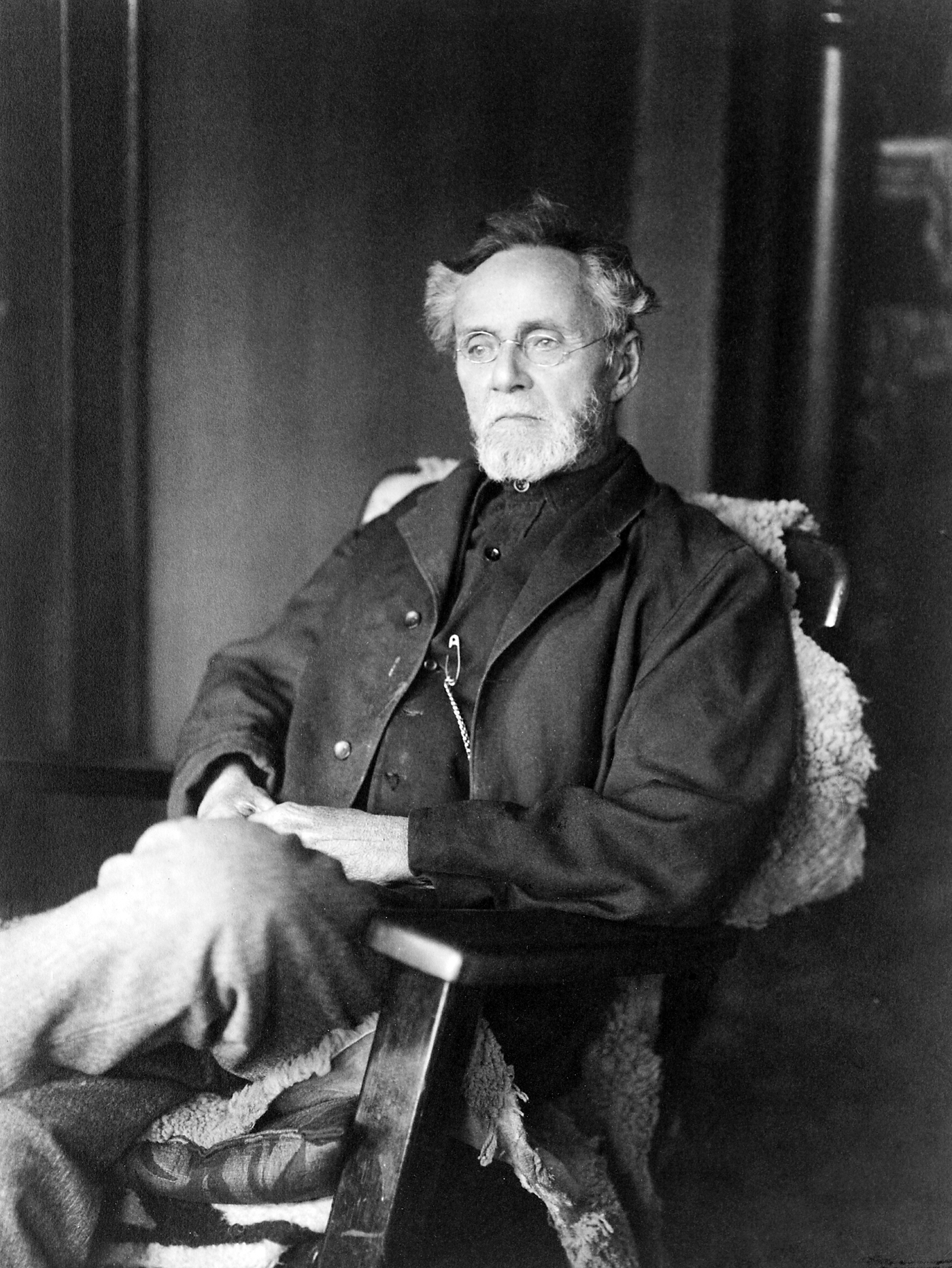
Andrew Taylor Still.

L'ostéopathie est apparue au XIXe siècle, sous l'impulsion d'Andrew Taylor Still, médecin itinérant du Kansas en grande partie autodidacte[réf. nécessaire]. Il n'y a aucune preuve que Still ait reçu une formation médicale autre que celle d'aider son père, un missionnaire méthodiste, en soignant les Indiens shawnees.

### La naissance de l'ostéopathie
L’ostéopathie a été fondée par Andrew Taylor Still. En automne 1874, pendant une épidémie, il aurait guéri un enfant de la dysenterie puis dix-sept autres avec succès ; ce fut le premier traitement ostéopathique.
Le 22 juin 1874, il rompt définitivement avec la médecine américaine de son époque qui n’a jamais vraiment répondu à ses espérances et expose ses théories et résultats sur l’ostéopathie. Il établit les grands principes de l’art ostéopathique (« Je lance au vent la bannière de l’Ostéopathie ! ») : il soigne avec ses mains, et dit pouvoir « tordre un homme d'une certaine manière et le guérir de la dysenterie, la fièvre, les rhumes et les maladies liées aux conditions climatiques, secouer un enfant et stopper une fièvre scarlatine, le croup, la diphtérie et guérir la coqueluche en trois jours par une torsion du cou de l'enfant, etc. »
En 1892, l’American School of Osteopathy est créée à Kirksville. Il s’agit du premier collège d’ostéopathie au monde. Il consacre la reconnaissance officielle de l’ostéopathie dans l’État du Missouri. Les étudiants qui y sont formés reçoivent le titre de D.O. graduate (docteur en ostéopathie) et non pas de M.D. (docteur en médecine). Still tenait, dès le départ, à faire la différence entre deux activités professionnelles totalement différentes.
De 1892 à 1900, l’ostéopathie s’étend dans tout le Sud des États-Unis.
De 1894 à 1900, se développe une opposition violente des instances médicales officielles[réf. nécessaire]. L’ostéopathie acquiert pourtant le droit d’exercice dans la plupart des États, comme profession paramédicale, sans possibilité de prescription de médicaments, mais avec le droit de pratiquer l’obstétrique et la chirurgie. Des collèges de médecine s’ouvrent un peu partout aux États-Unis.
Dès 1901, l'ostéopathie reçoit un soutien de choix en la personne de Mark Twain, ce qui lui valut de nombreuses critiques et tribunes hostiles dans le Times. Mais Twain renforce son soutien après la guérison de sa fille Jean de ses crises d'épilepsie et le traitement de ses propres bronchites chroniques. Il pensait que l'opposition de la faculté de médecine envers l'ostéopathie était essentiellement un désir de monopole sur les soins de santé,.
La médecine conventionnelle était toujours prédominante, fortement organisée et structurée face à la toute jeune médecine ostéopathique. Par le biais de la puissante Association de médecine américaine (AMA), elle exerça une énorme pression sur les pouvoirs publics qui nommèrent alors la commission Flexner[réf. nécessaire]. 1905 est l’année de publication du rapport Flexner. Après inspection des institutions médicales privées, la commission obtint la fermeture de nombreux collèges et empêcha la création de ceux en cours de constitution. Mais l’opinion publique en fut tellement scandalisée que des pétitions au niveau national obligèrent le président Theodore Roosevelt, dont la famille était traitée par ostéopathie, à autoriser l’ouverture de ces collèges en cours de constitution[réf. nécessaire].
Le premier État à légitimer l’ostéopathie fut le Vermont en 1896. La profession d’ostéopathe obtient en 1969 les droits et privilèges médicaux et chirurgicaux.
Mais il faudra près de 100 ans pour que la Californie, dernier État de l’Union, obtienne ce même droit par une lutte opiniâtre en 1974. Appuyée par des confrères, l'ostéopathe Viola Frymann obtient en dernier recours, auprès du Juge du Tribunal suprême des États-Unis, le droit de créer le College of osteopathic medicine of the Pacific à Pomona.
Mais Viola Frymann fut aussi par la suite condamnée par deux fois (1992 et 2000) par ses pairs et par la justice pour incompétence et mise en danger d’autrui.

### Naissance du concept crânien dans le domaine de l'ostéopathie
William Garner Sutherland était étudiant à Kirksville à la fin du XIXe siècle. En observant les sutures des os du crâne, il fut frappé par leur agencement : « Alors que je restais à contempler, tout en pensant, inspiré par la philosophie du Dr Still, mon attention fut attirée par les biseaux des surfaces articulaires de l'os sphénoïde. J'eus soudain cette pensée — comme une pensée guide — biseautées, comme les ouïes du poisson, indiquant une mobilité pour un mécanisme respiratoire ». Il engage dès lors des recherches afin de prouver la validité d'une telle idée. Son étude de l'anatomie des os du crâne et les essais qu'il pratique sur lui-même le convainquent peu à peu de l'intérêt de cette hypothèse.
En 1939, il publie le résultat de ses recherches dans The cranial bowl (La boule crânienne), accueilli avec indifférence ou scepticisme. Un grand soutien lui est toutefois apporté par le Dr Kimberley[réf. nécessaire], un neurochirurgien américain. Son élève, Harold Magoun, poursuivit son œuvre et publia en 1951 Osteopathy in the cranial field (Ostéopathie dans le champ crânien), le livre de référence de l'ostéopathie crânienne.
Le physicien et auteur sceptique Sébastien Point qualifie la thérapie cranio-sacrée de « pensée magique sans aucun fondement scientifique ».[source secondaire nécessaire]
Il n'existe aucune preuve scientifique d'efficacité thérapeutique ni de fiabilité diagnostique de l'ostéopathie crânienne, ou cranio-sacrée, ce qui vaut à cette branche de l'ostéopathie d'être qualifiée de technique illusoire,,.

### Développement de l'ostéopathie en Europe
Le britannique John Martin Littlejohn séjourne longtemps à Chicago et reçoit l'enseignement direct de Still. Avec l'accord reçu de celui-ci de son vivant, Littlejohn crée la British School of Osteopathy (en) à Londres en 1917.
Elle restera la seule école anglaise jusqu'à la naissance de l'Osteopathic Institute of Applied Techniques à Maidstone, créé par John Werhnam, élève autoproclamé de John Martin Littlejohn.
L'École française d'ostéopathie est créée en 1957 sous la direction de Paul Geny avec l'aide de Thomas G. Dummer, un ostéopathe anglais. Elle délivre un enseignement privé pour médecins et kinésithérapeutes.
Le même enseignement est accordé aux médecins et aux kinésithérapeutes, ce qui va à l'encontre de la volonté du Conseil national de l'Ordre des médecins.
Le Conseil de l'Ordre ne laissera pas faire et oblige l'expatriation de l'École française d'ostéopathie en Angleterre où elle devient l'École européenne d'ostéopathie de Maidstone en 1960 et délivre un diplôme non reconnu par les instances ostéopathiques en Grande-Bretagne. Elle est aujourd'hui totalement officielle et reconnue.
En 1973, la Société internationale d'ostéopathie, siégeant à Genève et fondée par d'anciens kinésithérapeutes sans formation ostéopathique validée[réf. nécessaire], recommande des normes d'enseignement de l'ostéopathie de type universitaire en trois cycles totalisant cinq mille heures de cours en six années après le diplôme de l'enseignement secondaire pour déboucher sur une profession compétente en matière de prévention et de conservation de la santé, suivant les recommandations de l'OMS.

## Outils thérapeutiques
L'ostéopathe dispose de différentes approches thérapeutiques qu'il considère adaptées aux besoins spécifiques du patient, à ses propres affinités et à ses propres connaissances,[source insuffisante]. On distingue parmi celles-ci :
- les techniques de mobilisation articulaire passive lente : traitement général ostéopathique, techniques fonctionnelles directes ou indirectes, etc.
- les techniques de mobilisation articulaires actives : techniques de Mitchell, etc.
- les techniques de mobilisation articulaire mixtes : techniques de Sutherland, etc.
- les techniques réflexes : traitements réflexes du tissu conjonctif, points de Knapp, points de Head, points triggers, traitements neuromusculaires, etc.
- des techniques de mobilisation des structures molles et péri-osseuses : crânien, viscéral, fascial, etc.
- des techniques liquidiennes

Le texte Référentiel profession ostéopathe[réf. nécessaire], établi par cinq associations ostéopathiques conjointement avec les pouvoirs publics, reconnaît trois pratiques ostéopathiques : celle dite « structurelle » (incluant les manipulations « non forcées » vertébrales et articulaires), l'ostéopathie viscérale (qui intéresse les organes) et l'ostéopathie crânienne. Ces deux dernières pratiques, largement controversées au sein même de la profession en France comme aux États-Unis, ne sont toutefois pas inscrites à l'article 3 de l'arrêté du 25 mars 2007 concernant le cursus de formation à l'ostéopathie. En effet, certains professeurs d'écoles d'ostéopathie aux États-Unis demandent aujourd'hui la suppression pure et simple de l'enseignement de l'ostéopathie crânienne jugée charlatanesque.
Cependant, il se pourrait que l'ostéopathie crânienne trouve son explication dans l'effet idéomoteur donnant à l'ostéopathe l'illusion d'une mobilité inhérente des os du crâne. Cette interaction idéomotrice permettrait de diminuer le tonus musculaire inhérent des muscles du crâne et du cou. Cet effet idéomoteur serait aussi l'explication de la motilité (mobilité inhérente) viscérale et faciale décrite par les ostéopathes. Ces hypothèses ne sont cependant pas soutenues par les preuves. En effet la dernière revue systématique en date de 2016 et dont les résultats concordent avec les précédentes conclut quant à l'absence de preuve de l'efficacité des techniques et procédures thérapeutiques de l'ostéopathie crânienne.
La seule revue systématique consacrée à l'ostéopathie viscérale, publiée en 2018, conclut également quant à l'absence de preuve de l'efficacité des techniques et procédures thérapeutiques de l'ostéopathie viscérale.
La palpation recherche les dysfonctions somatiques au sein de tous les tissus du corps. En dehors de l'interrogatoire, la main représente l'outil essentiel tant du diagnostic que du traitement. Ici aussi, les concepts s'opposent. Pour certains ostéopathes, la main n'est rien ; c'est le système nerveux central du thérapeute qui est l'outil de traitement[réf. nécessaire].
L'ostéopathie s'adresse au corps entier (cf. concept d'unité). L'action sur ces différents systèmes passerait par un lien physiologique majeur : le système nerveux. En effet, toutes les techniques auraient comme point commun d'émettre des informations aux éléments afférents du système nerveux périphérique et du système nerveux autonome (sympathique et parasympathique). Ceci expliquerait pourquoi l'action de l'ostéopathie sur le corps n'est pas locale, mais toucherait l'ensemble de l'organisme[réf. nécessaire].
Bien que non spécifiques et non démontrées, les techniques ostéopathiques auraient ainsi une action bénéfique sur les symptômes d'affections touchant les domaines suivants :
- le système locomoteur : certains rhumatismes, lumbagos, entorses, torticolis ;
- le système viscéral : certaines constipations, diarrhées, ballonnements, syndrome de l'intestin irritable…
- le système « crânien » : certaines céphalées, otites chroniques, vertiges, bourdonnements, nez bouchés, sinusites chroniques, coliques du nourrisson, enfants difficiles qui pleurent souvent, insomnie, dyslexie et problèmes liés à l'apprentissage, mémoire, concentration, névralgie faciale…

## Champs d'action
Peu d’études scientifiques ont évalué l’efficacité propre de l’ostéopathie.
Selon une évaluation réalisée par l'Inserm en 2012, l'efficacité de l'ostéopathie est incertaine pour les douleurs d'origine vertébrale (nulle selon certaines études, modestement efficace selon d'autres, et il n'est pas établi qu'elle soit plus efficace que des traitements plus classiques), et elle y est insuffisamment évaluée mais au mieux modestement efficace dans les autres indications. Des études plus récentes tendent à montrer une efficacité supérieure à l'effet placebo mais l'ostéopathie se heurte à un manque d'études mesurant correctement ses effets, principalement de par sa vision holistique du corps humain qui rend l'analyse spécifique de ses effets compliquée.[source secondaire nécessaire]
Selon une étude systématique de l'American Osteopathic Association, l'ostéopathie pourrait peut-être être efficace dans le traitement symptomatique du syndrome de l'intestin irritable, mais cette conclusion repose sur un faible nombre d'études, avec de petits échantillons.[source secondaire nécessaire]
L'Inserm signale par ailleurs le risque d'effets indésirables, y compris des accidents vertébro-basilaires, rares mais graves. L'ostéopathie présente d'autres risques notables, en partie liés à la compétence des praticiens, dont les principaux sont les erreurs ou retards de diagnostic.
Il existe quatre revues Cochrane en rapport avec les thérapies manuelles, dont trois avec l'ostéopathie.
La plus récente a étudié les traitements contre les douleurs pelviennes et les lombalgies lors des grossesses. Cette revue n'a identifié qu'une seule étude clinique évaluant le traitement ostéopathique. Cette dernière n'a pas pu montrer de bénéfice comparativement aux traitements habituels ou aux "faux" ultrasons. Il existe donc peu de preuves des bénéfices du traitement ostéopathique pour les lombalgies liées aux grossesses.[source secondaire nécessaire]
La deuxième concerne la physiothérapie thoracique et les pneumonies. Cette revue a identifié deux études cliniques évaluant l'effet d'un traitement ostéopathique. L'ostéopathie n'a eu aucun effet sur la mortalité ni sur le taux de rétablissement. Elle a cependant diminué le temps de séjour en milieu hospitalier et la durée des traitements antibiotiques. Les preuves d'un bénéfice du traitement ostéopathique sur la pneumonie sont donc faibles.[source secondaire nécessaire]
La troisième est sur l'efficacité de la thérapie manuelle sur les coliques infantiles. Cette revue montre qu'un traitement ostéopathique engendre une diminution de la durée des pleurs d'en moyenne une heure par jour. Il est cependant impossible de savoir si cet effet est spécifique au traitement ou résulte de la prise en charge dans son ensemble. La preuve du bénéfice de l'ostéopathie sur les coliques infantiles est donc modérée.[source secondaire nécessaire]
Une étude publiée dans The New England Journal of Medicine et reprise par le Quotidien du médecin français, étudie l’efficacité des traitements ostéopathiques dans les cas de lombalgie subaigüe (patients souffrant depuis plus de trois semaines mais moins de six mois). Les deux groupes (un bénéficiant d’une thérapie standard et l’autre de l’ostéopathie) ont évolué de la même façon. Le groupe bénéficiant de l’ostéopathie a consommé moins de médicaments et a utilisé moins de thérapie physique, mais rien ne montre qu’un tel résultat n'aurait pu être obtenu sans ostéopathie.

### Les rachialgies
Chez des personnes souffrant de rachialgies, un traitement ostéopathique en plus du traitement classique améliore l’état algique et psychologique à court terme (2 mois) et l’état psychologique à plus long terme (6 mois).[source secondaire nécessaire]

### Les lombalgies
L’ostéopathie aurait également des effets bénéfiques chez les sujets souffrant de hernies discales vu que cette approche est plus efficace et comporte moins de risques[source insuffisante] que la chimionucléolyse.
Chez les patients présentant une lombalgie commune aiguë ou récidivante pour lesquels les anti-inflammatoires non stéroïdiens sont contre-indiqués, l’ostéopathie peut être une bonne alternative vu que les mêmes résultats cliniques sont obtenus en prenant moins d’anti-inflammatoires.
Le fait que l’ostéopathe prenne en considération l’aspect biopsychosocial de la rachialgie et les bénéfices qu’en tirent les patients peut expliquer la raison pour laquelle les patients lombalgiques continuent à consulter l’ostéopathe à plus long terme (de 1 à 4 ans) sans pour autant en tirer profit sur leur état physique,.
Il n’est pas exclu que les bénéfices du traitement ostéopathique soient davantage liés à la prise en charge du patient qu’aux seules manipulations. Ceci semble être du moins applicable aux patients souffrant de lombalgie chronique car Licciardone et al. ont montré que le fait de consulter un ostéopathe diminue la douleur, améliore l’état fonctionnel et diminue les recours aux autres traitements indépendamment du fait que le traitement ait été simulé ou non. La satisfaction des patients est apparemment identique qu’ils reçoivent le traitement placebo ou le traitement ostéopathique.
Pourtant Assendelft et al. ont montré par une méta-analyse que la manipulation est plus efficace qu’un traitement placebo. La méta-analyse n’a toutefois pas mis en évidence la supériorité de la manipulation aux traitements habituels. L’analyse qualitative de Bronfort et al. conclut qu’il existe une preuve modérée de l’efficacité des manipulations vertébrales par rapport aux traitements habituels en médecine physique (physiothérapie) et ceci principalement pour les lombalgies aigües. En ce qui concerne la lombalgie chronique, la manipulation seule n’est pas plus efficace que le traitement placebo ou les AINS selon la méta-analyse de Ferreira et al. L’effet antalgique du traitement ostéopathique sur les lombalgies chroniques a fait l'objet d'études qualitatives,. Une étude clinique aléatoire sur 445 patients lombalgiques chroniques, étude croisée évaluant également l'ultrason, a montré une réduction de la douleur à 12 semaines sans avoir de répercussion sur la qualité de vie malgré l'importante satisfaction des patients pour ce traitement.
En 2021, l'Assistance publique - Hôpitaux de Paris publie les résultats d'une étude montrant que la manipulation ostéopathique avait un effet statistiquement significatif mais considéré comme non relevant sur le plan clinique par rapport à un placebo sur le traitement de la lombalgie chronique ou subaigüe,.

### Les cervicalgies
Les manipulations cervicales présentent toutefois une évidence modérée d’efficacité pour les atteintes chroniques. Cleland et al. ont montré que la manipulation d’autres structures avoisinantes (les dorsales hautes) apporte également des bénéfices sur les cervicalgies.

### Les céphalées
Une étude plus récente publiée dans une revue d'ostéopathie a montré l’efficacité des manipulations cervicales sur les céphalées cervicogènes à plus long terme (1 année).
Malgré cela, d’autres études rigoureuses comprenant une période de suivi plus longue doivent être menées pour pouvoir se prononcer sur l’efficacité de l’approche ostéopathique pour les céphalées,.
En ce qui concerne l’approche cranio-sacrée, Green et al. ont relevé que sur les sept études existantes, six étaient de mauvaise qualité et utilisaient des méthodes ne pouvant évaluer correctement l’efficacité de cette approche. La dernière a relevé les effets péjoratifs de cette approche sur des sujets souffrant de lésion cérébrale post-traumatique.
La prévalence des céphalées secondaires dans la population générale s'élève à 0,5 %. Parmi elles se comptent des cervicalgies dont la douleur « irradie » dans le crâne.

### Le système appendiculaire
L’épicondylite chronique pourrait être soulagée par un traitement ostéopathique. L’étude de Geldschlager ne permet cependant pas de le confirmer. Des études utilisant un groupe de contrôle sans traitement manuel sont nécessaires pour mieux se prononcer.
Pour le syndrome du canal carpien, une étude pilote non expérimentale évoque la possibilité que l’ostéopathie puisse être bénéfique à long terme (3 mois). Ces observations sont soutenues par les manipulations effectuées sur des cadavres qui allongerait plus les ligaments qu'une simple traction effectuée sur les mêmes ligaments de cadavres,.
Le traitement du conflit sous-acromial est peu documenté. Il existe une évidence limitée que la mobilisation, la manipulation ou la physiothérapie aient un effet bénéfique vu le peu d’études sur le sujet. La seule étude citée qui étudie la manipulation ou la mobilisation est celle de Winters et al., qui a montré que la thérapie manuelle semble avoir de meilleurs effets sur la durée des symptômes que les exercices (physiothérapie) mais que ces deux méthodes sont moins efficaces que l’infiltration.

### En gynéco-obstétrique
Une étude rétrospective évoque la possibilité que le traitement ait également un effet bénéfique sur le futur nouveau-né en diminuant le risque d’accouchement avant terme et la présence de méconium dans le liquide amniotique.
Enfin, une étude pilote évoque la possibilité que l’ostéopathie crânienne puisse favoriser l’apparition des contractions utérines chez les femmes à terme, bien que la dernière revue systématique de littérature en date conclut quant à l'absence de preuve des techniques et procédures thérapeutiques de l'ostéopathie crânienne.

### En pédiatrie
Une revue systématique de la littérature publiée en 2021 a conclu: « Il existe peu de littérature solide, scientifique et fondée sur des preuves démontrant le bénéfice thérapeutique de l'ostéopathie chez l'enfant. Aucune recommandation ne peut être faite. »
Le traitement ostéopathique pourrait avoir un effet bénéfique du moins à court terme chez l’enfant asthmatique en augmentant ses valeurs de peak flow alors qu’aucun bénéfice n’a pu être mis en évidence chez l’adulte. Plus d’études dans ce domaine sont nécessaires pour pouvoir conclure.
L’intérêt de l’ostéopathie pour traiter les coliques du nourrisson, les reflux gastro-œsophagiens et assurer le développement neurologique du nourrisson reste controversé et demande que des études cliniques randomisées soient effectuées. Une étude de compilation met en doute l’utilité d’un traitement manuel pour les enfants souffrant du « KISS syndrome » (syndrome vestibulaire lié à un stress sous-occipital).

### En postopératoire
Les bénéfices potentiels postopératoires en orthopédie d’un traitement ostéopathique ne sont pas clairement établis. En effet, deux études, comprenant des lacunes méthodologiques aboutissent à une conclusion positive, alors que celle de Licciardone et al. montre le contraire.[source secondaire nécessaire]

### En gériatrie
De même l’ostéopathie pourrait avoir un effet bénéfique sur la réponse immunitaire des patients âgés vaccinés contre la grippe.

### Divers
Finalement, tous motifs de consultation confondus, les patients sont très satisfaits de leur prise en charge ostéopathique aux États-Unis et constatent généralement une diminution de l’intensité de leur douleur et une augmentation de leur mobilité. La satisfaction du patient n’est cependant pas nécessairement un bon indicateur de l’efficacité du traitement.

## Statut selon les pays

### Belgique
En 2011, la ministre belge Onkelinx a composé et institué les Chambres pour les médecines non conventionnelles et la Commission paritaire prévues dans la loi Colla (1999). Leur but est de discuter et d’arriver à un accord entre les différents corps médicaux pour statuer sur ces pratiques. En février 2014, une seule pratique, l’homéopathie, obtient sa reconnaissance. Les autres, dont l’ostéopathie, restent en suspens.
Depuis 2014, la majorité des unions professionnelles d’ostéopathes se sont regroupées sous l’appellation UPOB - BVBO (Union Professionnelle des Ostéopathes de Belgique - Belgische Vereniging van Belgische Osteopaten) afin de consolider l’image et la vision unie de l’ostéopathie (± 900 ostéopathes). Cette fusion aboutit également à la création d’un site internet représentatif de l’ostéopathie en Belgique.
La formation des ostéopathes se fait à l’université et plus précisément à l'Université Libre de Bruxelles. Elle est organisée au sein de ou en collaboration avec les Facultés de médecine et des Sciences de la Motricité. En outre, il existe tant en Communauté française qu’en Communauté flamande des instituts privés qui proposent une formation en ostéopathie : le Collège Belge d'Ostéopathie, la Belgian School of Osteopathy, l’International Academy of Osteopathy, le Flanders International College of Osteopathy. Ces quatre enseignements ne sont pas accrédités par la NVAO (Nederlands Vlaamse Accreditatieorganisatie) mais ont tous un partenariat avec un établissement étranger qui délivre un Master, dont les deux derniers sont reconnus comme étant équivalents à un Master en Flandre par le NARIC (National Academic Recognition Information Centre – Flanders).

### Canada
La réglementation dépend des provinces. Toutes les provinces protègent le titre de D.O. (doctor of osteopathic medicine) ayant fait leur formation aux États-Unis sauf le Québec. Ces ostéopathes sont membres de la Canadian osteopathic association (COA) qui est en étroite relation avec l'American Osteopathic Assocication (AOA). Les DO canadiens formés aux États-Unis ont les mêmes privilèges que les MD. En Ontario, la pratique tombe sous le statut des « praticiens ne prescrivant pas de médicaments ». En Saskatchewan, l'ostéopathie est réglementée et réservée aux ostéopathes américains et aux médecins canadiens.[source secondaire nécessaire]

#### Québec
Le CMQ a toujours toléré les ostéopathes qui utilisaient le titre d'ostéopathe cependant, Le collège des médecins du Québec a enquêté sur la clinique d'un collège d'études ostéopathiques et ont également porté plainte pour exercice illégal de la médecine envers le collège, ses enseignants et différents étudiants.[pas clair].
Les ostéopathes n’ont pas le droit de faire de manipulations vertébrales, car ce sont des interventions nécessitant une formation de chiropraticien, de physiothérapeute ou de médecin et l’encadrement par ces ordres professionnels.
Un regroupement d'ostéopathes, médecins, physiothérapeutes (dont des kinésithérapeutes français) a monté un comité expert afin de proposer une loi au gouvernement du Québec via l'Office des professions pour obtenir le droit de pratiquer seulement les techniques d'ostéopathie manuelles mais celle-ci n'est pas en vigueur. Plusieurs institutions regroupent les ostéopathes afin de garantir un niveau de sérieux et une sécurité pour les patients,.
Plusieurs associations d'ostéopathes y existent: Ostéopathie Québec, Association québécoise des ostéopathes, La Société des ostéopathes du Québec, La Société pour la tradition de l'ostéopathie (SOCATO) , etc.

### France
En France, le titre professionnel d'ostéopathe est reconnu, de même que celui de chiropracteur, par la loi du 4 mars 2002. L'usage de ce titre n'est toutefois pas réservé aux personnes exerçant la profession d'ostéopathe à titre exclusif mais est également ouvert aux personnels de santé remplissant les conditions ainsi qu'il a été confirmé par le Conseil d'État. Les décrets d'application relatifs aux conditions d'exercice de la profession sont toutefois distincts,,, pour ces deux professions qui, par conséquent, n'obéissent pas aux mêmes règles.[source secondaire nécessaire]

#### Perception de l'ostéopathie et statut des ostéopathes
Des années 1970 à 1997, de nombreux procès pour exercice illégal de la médecine ont été intentés contre des ostéopathes, conduisant la plupart des ostéopathes exclusifs à une méfiance envers le corps médical.
La vision de l'Académie nationale de médecine a évolué au fil des années. En 1987, elle considère que l'ostéopathie fait partie des « doctrines irrationnelles et antiscientifiques »,. Avant 2007, on pouvait lire sur le site de cette académie que les ostéopathes exclusifs étaient considérés comme des charlatans[réf. souhaitée].
Un rapport de l'Académie nationale de médecine de France fait état de cette pratique en se basant sur des études cliniques nationales et internationales. Sur la base de ces études, le rapport conclut que les bienfaits ne sont pas prouvés et ne peuvent l'être en l'état actuel de la science ; que certaines dérives visent même à exclure le médecin du diagnostic du patient ; que la plupart pour ne pas dire toutes les pratiques relevant de l'ostéopathie sont celles de la kinésithérapie ; et que ces pratiques ne sauraient être raisonnables sans le contrôle d'un médecin.
En 2013, l'académie conclut, sur la base d'études et méta-revues incluant ostéopathie et chiropraxie qu'elle n'envisage que comme des thérapies complémentaires aux traitements classiques, que « les manipulations rachidiennes peuvent se montrer modérément efficaces sur la lombalgie aiguë, subaiguë ou chronique, sur la cervicalgie aiguë, subaiguë ou chronique, sur la céphalée d’origine cervicale, les états vertigineux d’origine cervicale, et à un moindre degré sur la migraine. Leur effet est incertain sur la céphalée de tension. Les complications possibles des manipulations cervicales sont rares, mais graves ».
La Sécurité sociale ne rembourse pas les actes liés à l'ostéopathie effectués par du personnel non médical ou paramédical. Depuis l'apparition d'un cadre légal en 2002, dans le cadre de contrats spécifiques, certaines assurances complémentaires (mutuelles) remboursent les frais liés à la consultation d'un ostéopathe.
En 2021, la mise en évidence par l'Assistance publique - Hôpitaux de Paris d'une absence d'« effet clinique significatif » de la manipulation ostéopathique par rapport à un placebo sur le traitement de la lombalgie, trouble à l'origine du plus grand nombre de consultations, contribue à faire évoluer la vision de cette pratique,.

#### Législation en France
Depuis la loi Kouchner de mars 2002 (art. 75), qui reconnaît le titre d'ostéopathe et de chiropraticien, l'ostéopathie pratiquée par les non-médecins n'est plus illégale en France. La formation est cependant sous contrôle du ministère de la Santé. Les médecins, quant à eux, peuvent la pratiquer comme une orientation d'exercice, tout comme un homéopathe ou un acupuncteur.
Le creuset de pratiques et les différences de statut professionnel (médecins, kinésithérapeutes, non-kiné non-médecin) ont conduit à des tractations serrées entre les différentes associations représentatives.
Ce n'est que le 27 mars 2007, après plusieurs manifestations d'étudiants en écoles privées d'ostéopathie non médicale et un recours en Conseil d'État, que les décrets paraissent au Journal officiel. Les ostéopathes auront maintenant une pratique réglementée et pourront être consultés en première intention. L'art. 1er dispose : « Les praticiens justifiant d'un titre d'ostéopathe sont autorisés à pratiquer des manipulations ayant pour seul but de prévenir ou de remédier à des troubles fonctionnels du corps humain, à l'exclusion des pathologies organiques qui nécessitent une intervention thérapeutique, médicale, chirurgicale, médicamenteuse ou par agents physiques ».[source secondaire nécessaire]
En d'autres termes, l'ostéopathie est admise en tant que médecine douce, mais ne doit pas se substituer au soin de pathologies nécessitant des interventions médicales poussées, notamment l'usage de médicaments ou l'intervention chirurgicale. De plus, la pratique de manipulations du rachis cervical ainsi que la pratique de manipulations du crâne, de la face et du rachis chez le nourrisson de moins de six mois sont réservées aux titulaires d'un diplôme médical ou paramédical, ou nécessiteront un diagnostic établi par un médecin attestant l’absence de contre-indication médicale à l’ostéopathie. En pratique, cette attestation est loin d'être évidente à obtenir pour le patient.[réf. nécessaire]
Les ostéopathes non-médecins sont des professionnels autonomes, non soumis au contrôle d'une instance ordinale quant à leur pratique. Les médecins-ostéopathes, quant à eux, sont soumis au code de la santé publique, au Code de déontologie médicale, au Code de la Sécurité Sociale et au conseil national de l'Ordre des médecins.

#### Formation
En 2010, l'OMS recommande au minimum 4200 h de formation pour l'apprentissage de l'ostéopathie,.
En France, en décembre 2014, deux nouveaux décrets définissent la formation des ostéopathes et remplacent ceux publiés en 2007,.
Ils sont complétés par trois arrêtés et un référentiel,,,.
Le Décret no 2014-1505 du 12 décembre 2014 relatif à la formation en ostéopathie, a imposé à la rentrée en 2015 que la formation devait obligatoirement être en cinq ans, en comprenant 4 860 h de formation dont 1500h de pratique clinique pour un minimum de 150 consultations validées.
Les passerelles depuis d'autres professions sont clairement détaillées et définissent de facto une profession unique protégé par un titre.
Les dispenses d'enseignement sont à compléter par des heures de cours et de clinique au sein des établissements agréés.
- Pour un docteur en médecine 436 heures d'enseignement, l'unité d'enseignement sur la législation, un temps de formation pratique clinique, estimé à 300 heures, permettant de valider 150 consultations complètes et la soutenance d'un mémoire professionnel.
- Pour un kinésithérapeute 1 252 heures d'enseignement, l'unité d'enseignement sur la législation, 12 heures sur les méthodes de recherche et d'évaluation en ostéopathie, une formation pratique clinique comprenant 300 heures visant à l'apprentissage progressif des compétences professionnelles, un temps de formation pratique clinique, estimé à 300 heures, permettant de valider 150 consultations complètes et la soutenance d'un mémoire professionnel.

Les formations en temps partiel sont sérieusement limitées compte tenu du cadre strict imposé aux écoles.
Auparavant, la législation de 2007 recommandait un minimum de 2660 h de formation (sur trois ans) pour les non-professionnels de santé (issus du baccalauréat ou non médecin et non kinésithérapeutes appelés "ni-ni") et 1225 h de formation pour les professionnels de santé (médecins, kinésithérapeutes, infirmiers, sages-femmes…).
Il existe aussi des diplômes inter-universitaires (DU/DIU) de 200 h à 300 h sur 2 à 3 ans, accessibles pour les médecins leur offrant une compétence en "médecine manuelle ostéopathique". Ils peuvent suivre, pendant leur internat (à partir de la 7e année d'étude de médecine) l'enseignement d'un DU/DIU. La formation est assurée par des médecins professeurs d'anatomie, de rhumatologie, de neurologie, etc. Le nombre d'heures de ce cursus est très nettement inférieur à toute autre formation en ostéopathie dans le monde.
Pour les écoles privées destinées aux non-médecins, la commission d'agrément des établissements privés de formation en ostéopathie non médicale a rendu ses conclusions au mois d'août 2007. Une commission de rattrapage s'est tenue le 4 septembre 2007, puis à de nombreuses reprises laissant présager de nombreuses pressions de toutes parts. Les établissements autorisés à délivrer un diplôme d’ostéopathie étaient alors de 49 entreprises, laissant ainsi un doute certain sur les débouchés pour les nouveaux étudiants.
En 2009, sous la pression des ostéopathes exclusifs, un décret recommandant un minimum de 3520 h de formation pour les exclusifs est voté à l'assemblée. Il ne sera pas appliqué et sera même retiré en 2011. Ce décret recommandait 860 heures de formation supplémentaire en ostéopathie. Ce qui augmentait d'autant la formation à temps partiel pour les professionnels de santé. De plus 3520 h représentaient une formation plus longue en ostéopathie qu'en kinésithérapie. Retour donc aux 2660 h de formation.
Devant cette absence de réglementation et de régulation de la profession, l'ostéopathie devient victime du manque de planification. D'après le Syndicat français des ostéopathes (SFDO), il y aurait en 2012 près de 70 formations en ostéopathie.
Certaines de ces écoles forment en suivant le minimum légal, soit 2660 h sur trois années d'études à temps plein pour les non-professionnels de santé, mais d'autres continuent de former pendant cinq ans suivant les recommandations de l'OMS (4200 h minimum). En 2011, une dizaine d'écoles françaises privées se sont vu attribuer une reconnaissance d'équivalence Master étrangère. La majorité des étudiants exclusifs demandent que la législation suive les recommandations de l'OMS.
Pour les professionnels de santé (médecins, kinésithérapeutes, sages-femmes), les étudiants sont diplômés après quatre à six ans ou 1225 h d'études à temps partiel. Les enseignants sont des ostéopathes non-médecins et des médecins, voire des chercheurs, en ce qui concerne l'apprentissage des disciplines médicales : anatomie, physiologie, pathologie, radiologie, etc.
De nombreux ostéopathes formés en cinq ou six années dans des écoles existant avant la loi de 2002, quelle que soit leur formation d'origine (post-bac, paramédical ou médicale), ont déclaré leur inquiétude quant aux nombres d'écoles ayant été créées entre 2002 et 2007 (surtout celles créées à partir 2007). Chaque année, le ROF (Registre des Ostéopathes de France) fait un rapport statistique de l'état démographique de l'ostéopathie en France. En janvier 2012, il y avait 17 156 ostéopathes, et avec 2 825 nouveaux ostéopathes en un an, l'ostéopathie court vers la saturation. La France est d'ailleurs le pays au monde ayant déjà le plus grand nombre d'ostéopathes et le plus grand nombre de formations.

### Suisse
En Suisse, la réglementation de la pratique des professionnels de santé, dont l'ostéopathie, est du domaine des cantons. Chaque canton a pleine autonomie pour légiférer. Une majorité des cantons dispose d'une règlementation spécifique pour la pratique de l'ostéopathie.
La Conférence des directrices et directeurs cantonaux de la santé a émis des directives aux cantons pour réglementer l'ostéopathie et a défini les modalités pour recevoir un diplôme intercantonal d'ostéopathie. La formation requise pour se présenter à l'examen intercantonal est de cinq ans d'études à plein temps plus deux années d'assistanat. Ceci concerne tout candidat indépendamment de sa formation de base. Une période transitoire courant jusqu'au 31 décembre 2012 permettait aux ostéopathes préalablement en exercice formés selon la filière longue (profession médicale ou paramédicale suivie d'études d'ostéopathie à temps partiel sur cinq ans, minimum 1 800 heures) de passer le diplôme intercantonal selon une procédure facilitée.
En Suisse, depuis 2014, une seule école publique universitaire prépare les étudiants à l'examen permettant l'exercice de la profession. La filière en ostéopathie de la Haute École de Santé du canton de Fribourg (HES-SO) donne accès à un Master en Ostéopathie. Cette formation est bilingue français-allemand. L'admission dans cette filière universitaire nécessite une année préparatoire et fait l'objet d'un examen d'entrée basé sur le profil psychologique des candidats. Le nombre d'étudiants est limité à 30 par année, soit une planification d'un ostéopathe pour 6 500 habitants, plus de dix fois moins que ce qui est projeté en France (un ostéopathe pour 590 habitants). La Fédération suisse des ostéopathes réunit les ostéopathes exclusifs déconventionnés répondant aux critères de la CDS et est l'interlocuteur privilégié de la profession avec l'État.
Les prestations des ostéopathes ne sont pas couvertes par la loi sur les assurances maladie (LAMal) et ne peuvent pas être remboursées par l'assurance de base. Les frais de soins sont donc à la charge des patients qui peuvent bénéficier d'un remboursement par leurs assurances complémentaires privées.
Depuis 2016 les ostéopathes sont reconnus, en Suisse, comme des professionnels de santé par la loi sur les professions de la santé (LPSan[source secondaire souhaitée]).

### Autres pays
Le Royaume-Uni reconnaît cette spécialité exercée par divers praticiens de toutes étiquettes. La formation est universitaire et les ostéopathes, reconnus depuis 1993, sont composés à plus de 90 % de non-médecins, non-kinésithérapeutes. Seuls les praticiens enregistrés à l'Ordre des ostéopathes (GOsC) peuvent porter le titre d'ostéopathe. La formation continue est obligatoire.
Historiquement, de nombreux ostéopathes français ont suivi leur formation initiale en Angleterre.
La Suède, la Norvège et la Finlande reconnaissent depuis 1994 un tronc commun d'études médicales. Les étudiants peuvent ensuite choisir une formation officielle dans une médecine non conventionnelle.
Aux États-Unis, les ostéopathes portent le titre de docteur en ostéopathie (DO). Ils sont formés dans des écoles de médecine ostéopathique et ont les mêmes droits que les docteurs en médecine (Medical Doctors, MDs). Ils ne peuvent toutefois en porter le titre sans avoir au préalable enregistré la modification de statut.
En Espagne et en Italie, le statut d'ostéopathe n'est pas reconnu. Toutefois, il existe un Registre officiel d'ostéopathes,.

## Critiques et risques
L'ostéopathie a fait l'objet de critiques liées au fait que le lien entre sa pratique et la guérison n'est pas prouvé scientifiquement : elle est considérée comme une pseudo-science.
En effet, plusieurs études ont prouvé que l'ostéopathie n'est pas plus efficace qu'un traitement placebo.
D'un point de vue scientifique, l'ostéopathie apparaît basée sur des théories dogmatiques et des croyances contestables. Ainsi selon un rapport de l'Académie nationale française de médecine de janvier 2006, « Parmi les connaissances scientifiques exposées, certaines (par exemple, la mobilité des os du crâne chez l’adulte) sont totalement fantaisistes. Beaucoup d’autres, qui se rattachent à des notions plus classiques, sont teintées d’imaginaire. […] Comment peut-on, sur de telles bases, fonder une approche diagnostique ? […] Ériger en dogme qu’un système d’équilibre complexe tend à l’auto-régulation et à l’auto-guérison, sans préciser que, malheureusement et dans bien des cas, ce « système » reste inopérant, c’est mettre en péril la santé d’autrui ».
Des inquiétudes ont été formulées vis-à-vis des risques liés aux techniques de manipulations cervicales utilisées par certains ostéopathes mal formés (moins de 2 500 heures de pratique avant diplôme) ainsi que par des « chiropraticiens » non diplômés aux États-Unis,. Des manipulations mal indiquées ou mal faites peuvent en effet causer des troubles sérieux. Le « craquement du cou », obtenu par une poussée cervicale à haute vitesse et de faible amplitude, a retenu l'attention des médias en raison d'un risque possible d'occlusion artérielle et donc d'accident vasculaire cérébral (seule une technique de type rotation peut entraîner ce genre d'effet ; les techniques en inclinaison, bien que beaucoup plus difficiles à maîtriser, sont exemptes de ce genre de risque[réf. nécessaire]). Elles ne sont pas maîtrisables en moins de trois ans de pratique, et ne sont enseignées qu'en fin de cursus, ce qui faisait craindre le pire à de nombreux ostéopathes, en raison des faibles nombres d'heures minimum exigés avant 2014.
Bien que les données actuelles ne puissent pas fournir une estimation concluante des risques d'atteinte des artères cervicales, des chercheurs ont déclaré qu'on pouvait envisager un risque théorique d'AVC d'environ 1,3 pour 100 000 séances pour des individus âgés de 45 ans, avec un intervalle de confiance à 95 % de probabilité compris entre 0,5 et 16,7. Selon le professeur Louis Auquier, « Les manipulations vertébrales, surtout au rachis cervical, comportent des risques, très rares mais graves. Il convient qu’elles soient proposées aux malades à côté ou en plus d’autres traitements possibles. »